# Fotocomposició

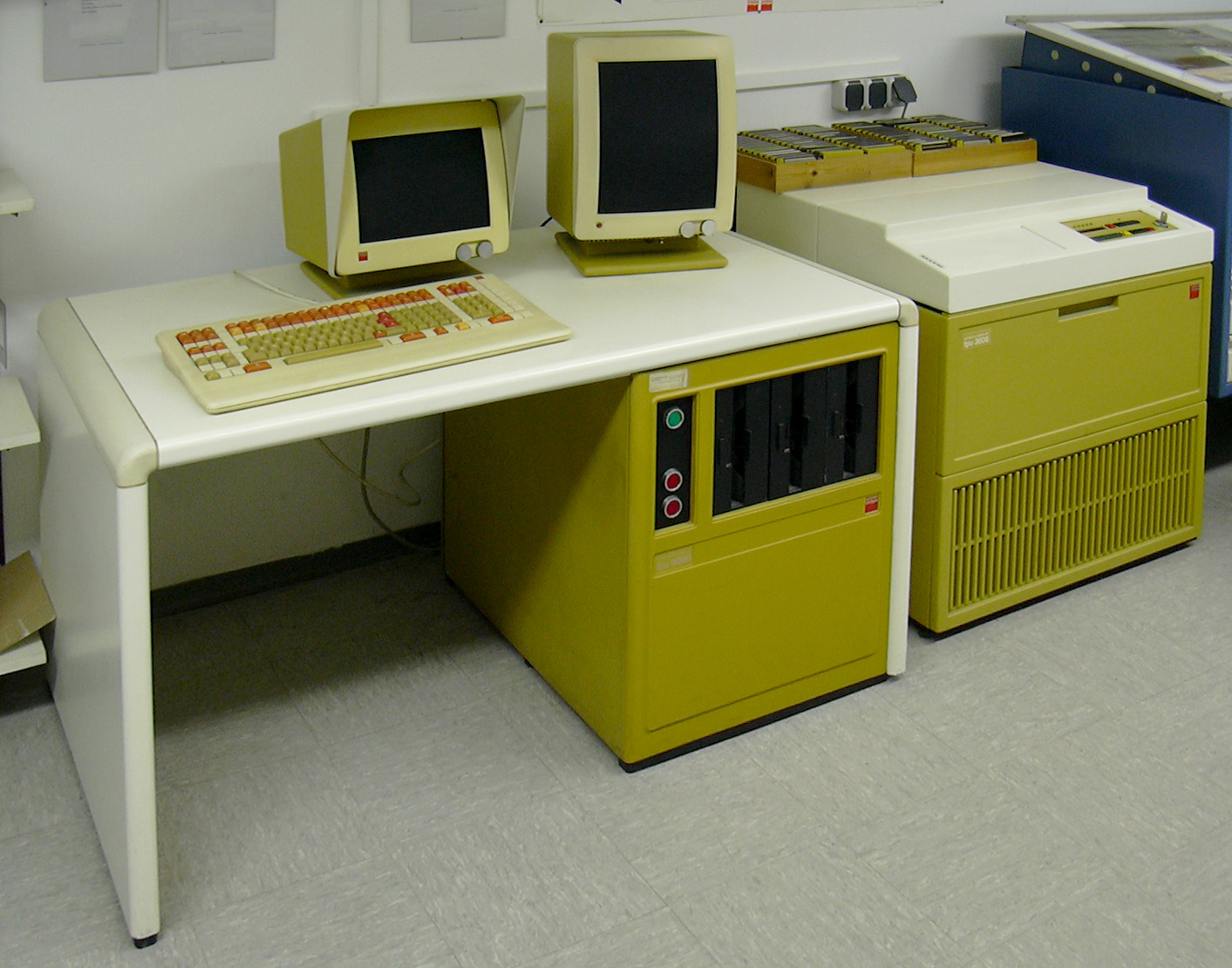
Fotocomponedora Berthold tps 6300 i tpu 6308

La fotocomposició és un mètode de la indústria de les arts gràfiques per a l'automatització o mecanització del procés tipogràfic. La màquina que la duu a terme s'anomena fotocomponedora, i es basa en l'estructuració de línies de text amb un procés fotogràfic sobre un paper fotosensible. Fou la tecnologia que va substituir en gran manera la linotípia a mitjan segle xx fins que, passats tres decennis, fou novament reemplaçada pels avenços en la computació i els ordinadors de taula.

## Història
Després de la linotípia, la màquina d'escriptura de tipus sobre un lingot de plom que s'utilitzava per a la producció de diaris, va sorgir una altra mena de màquines. Es va dotar aquestes màquines de la capacitat de compondre plaques o negatius de lletres per a produir cintes fotogràfiques compostes per l'acció mecànica de la fotocomponedora: d'aquí el nom de fotocomposició. Dins de la indústria gràfica, la tipografia com a procediment d'impressió requeria un mètode directe, tasca que podia acomplir la linotípia; per contra, per a altres tipus d'impressió —com ara per fer les planxes de flexografia, rotogravat i òfset— calien altres instruments de treball que generessin els originals mecànics.
Les fotocomponedores s'encarregarien d'aquestes funcions en produir cintes amb la titulació tipogràfica necessària, tal com els retalls d'un titular d'un diari imprès. El mètode ofert eliminava la necessitat d'imprimir la galerada tipogràfica, produïda per la linotípia, pel mateix procediment. La forma actual de fotocomposició electrònica és present en LaTeX, els processadors de text i les impressions làser com un pas més en una evolució dins de la història de les arts gràfiques.

## Funcionament

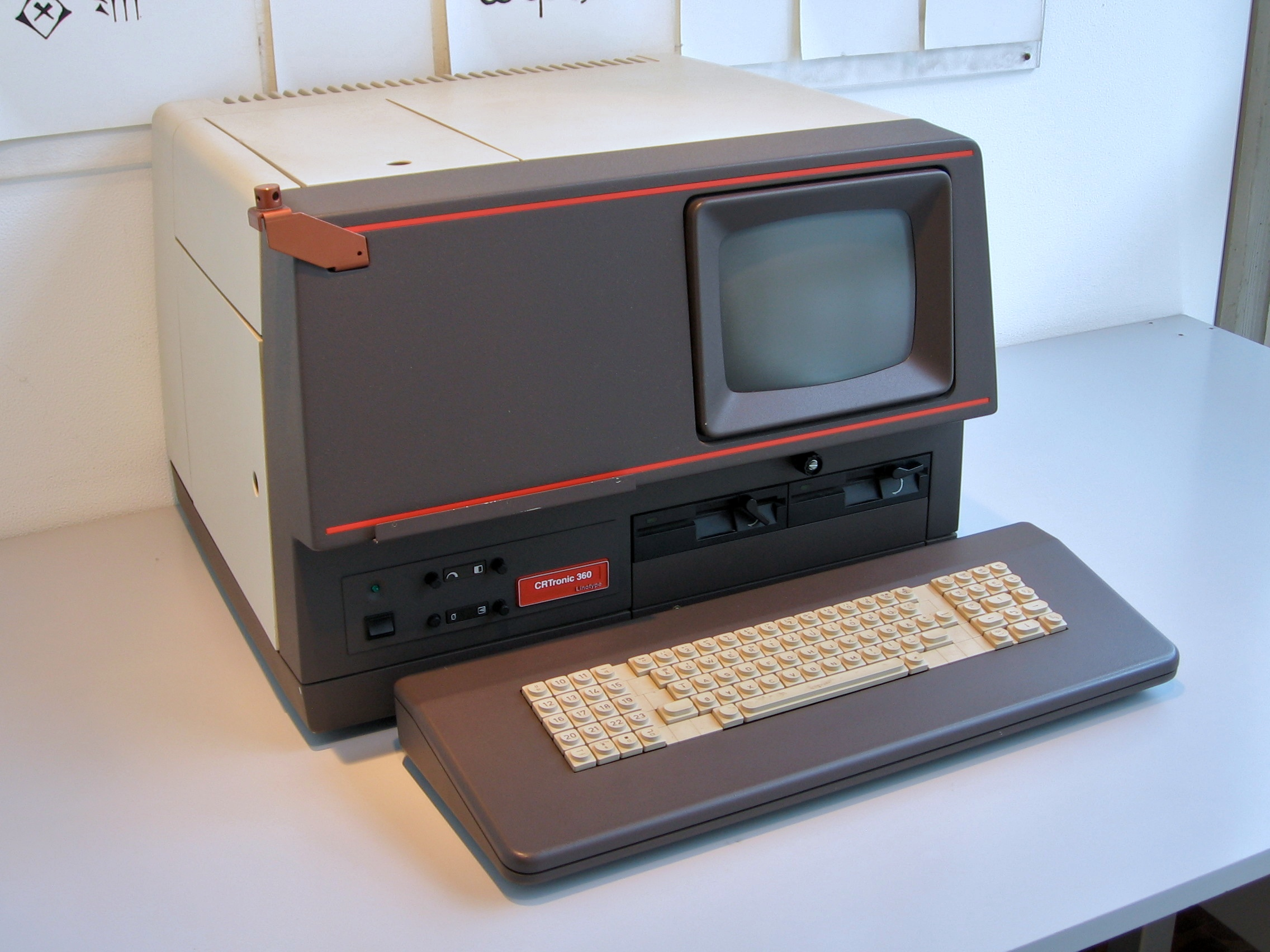
Fotocomponedora Linotype CRTronic 360

La fotocompisició rau en l'aparell de la fotocomponedora, que és l'equivalent a una linotípia en tipografia dissenyada pels enginyers Louis Moyroud, René Higonnet i René Grea el 1958 i altament informatitzada en la dècada de 1970. Aquesta màquina va nàixer per a substituir no directament la linotípia, sinó les màquines d'escriure de bola IBM Composer, molt populars i que ja havien desplaçat a la linotípia en els entorns no s'emprava la tipografia (per exemple, l'entorn de l'òfset). Era un model d'alta qualitat que estructurava una línia amb espaiat proporcional amb una gran perfecció mitjançant un petit computador integrat de lògica cablejada al principi, passant a un microprocessador al final de la seva vida.
Duu integrada una ampliadora fotogràfica i crea els caràcters, no pas fonent plom com la linotípia, sinó impressionant-los fotogràficament un a un sobre paper fotosensible com fa una ampliadora a partir d'un negatiu; d'aquí el seu nom. La qualitat és superior i el cost per pàgina molt inferior al que s'obté amb un sistema de plom fos, per causa de l'alta velocitat a què es pot arribar.
Durant l'època de més popularitat la velocitat típica de la fotocomponedora era de 15.000 línies per minut, és a dir deu vegades més gran que la velocitat d'una impressora de línies dels ordinadors d'aquella època i un salt abismal respecte els experts editorials en composició manual (1.500 lletres per hora). En els primers models, era necessari escriure cada línia de text dues vegades (la primera per a determinar a priori l' espaiament entre caràcters que s'havia de tenir en compte durant la segona passada, però generant una única impressió de la línia).

## Migració tecnològica
La fotocomponedora va aparèixer al llarg dels anys 1950 i va permetre llavors la transició de la impremta cap a l'era digital, encara que no sense un gran trasbals social. Es va haver de reciclar a poc a poc la professió de caixista, així com la de linotipista, que va quedar relegada a les rotatives de grans diaris —fins i tot a la fi de la dècada del 1970, el 94% ja empraven la fotocomposició i el 74% també l'òfset.
Amb l'era digital, encara va arribar un nou reciclatge cap als ordinadors personals. Tanmateix, aquella vegada va ser en dos passos: primer amb ordinadors com ara el tipus Macintosh que van reemplaçar els terminals que controlaven la fotocomponedora clàssica i, més endavant, amb ordinadors amb programes d'autoedició que imprimien directament sobre RIP's amb Postscript.